# 老边饺子

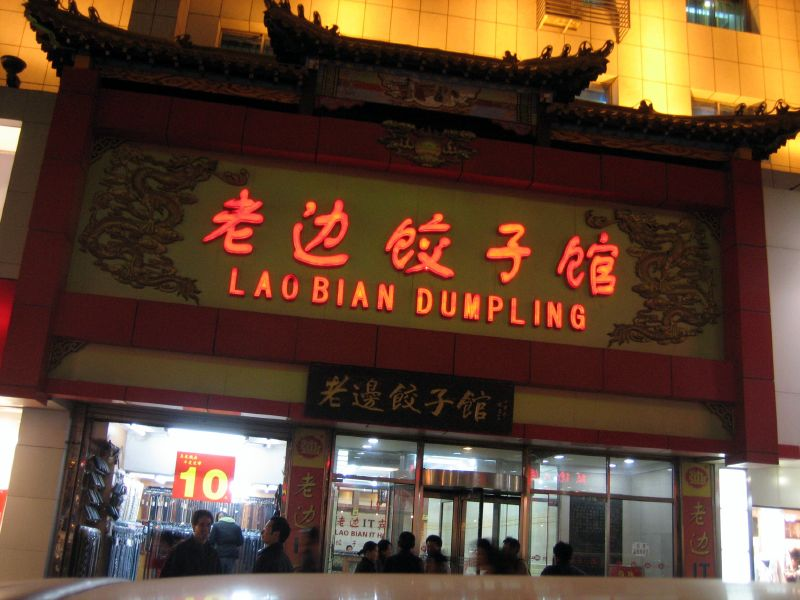
老边饺子中街路店

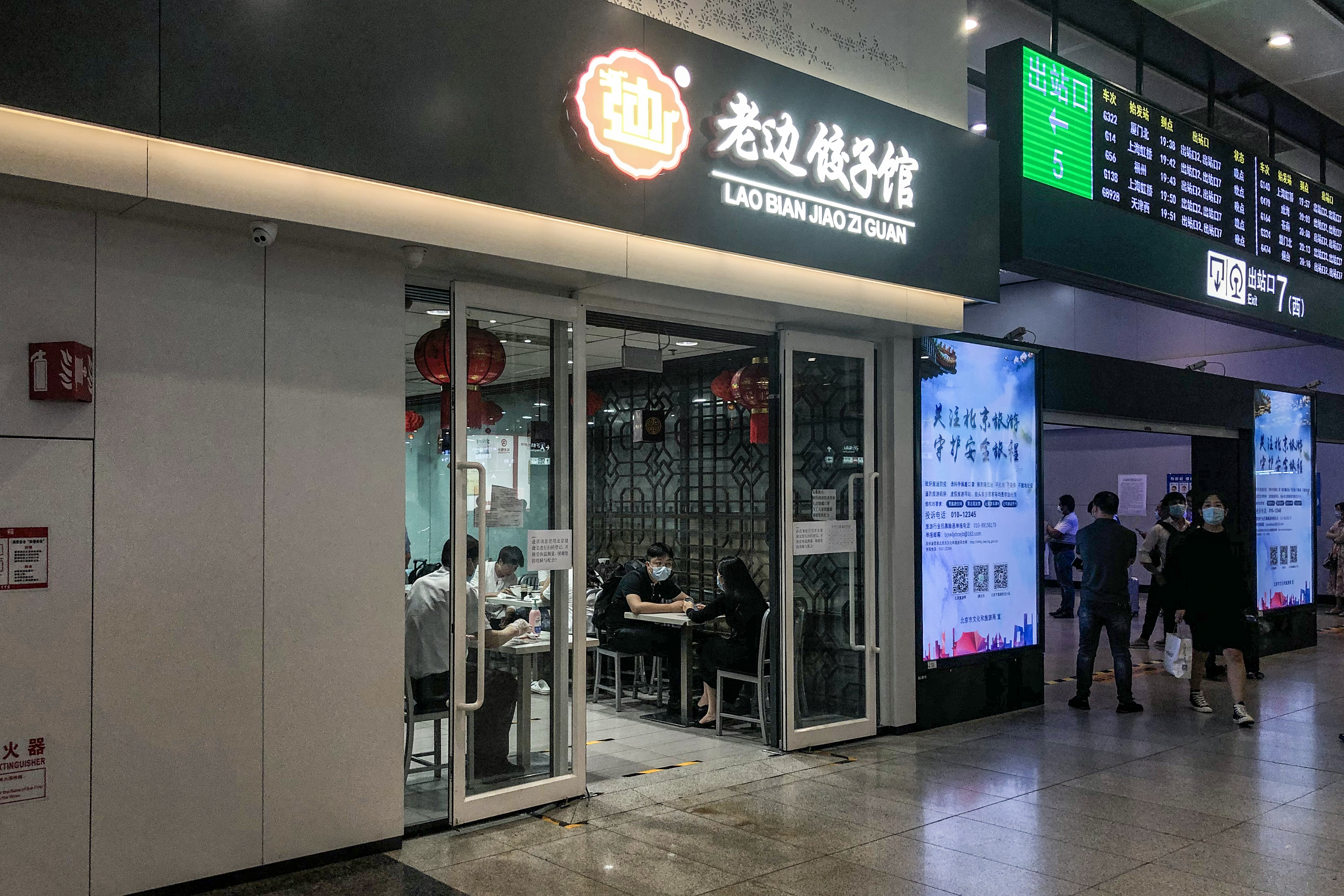
老边饺子北京南站店

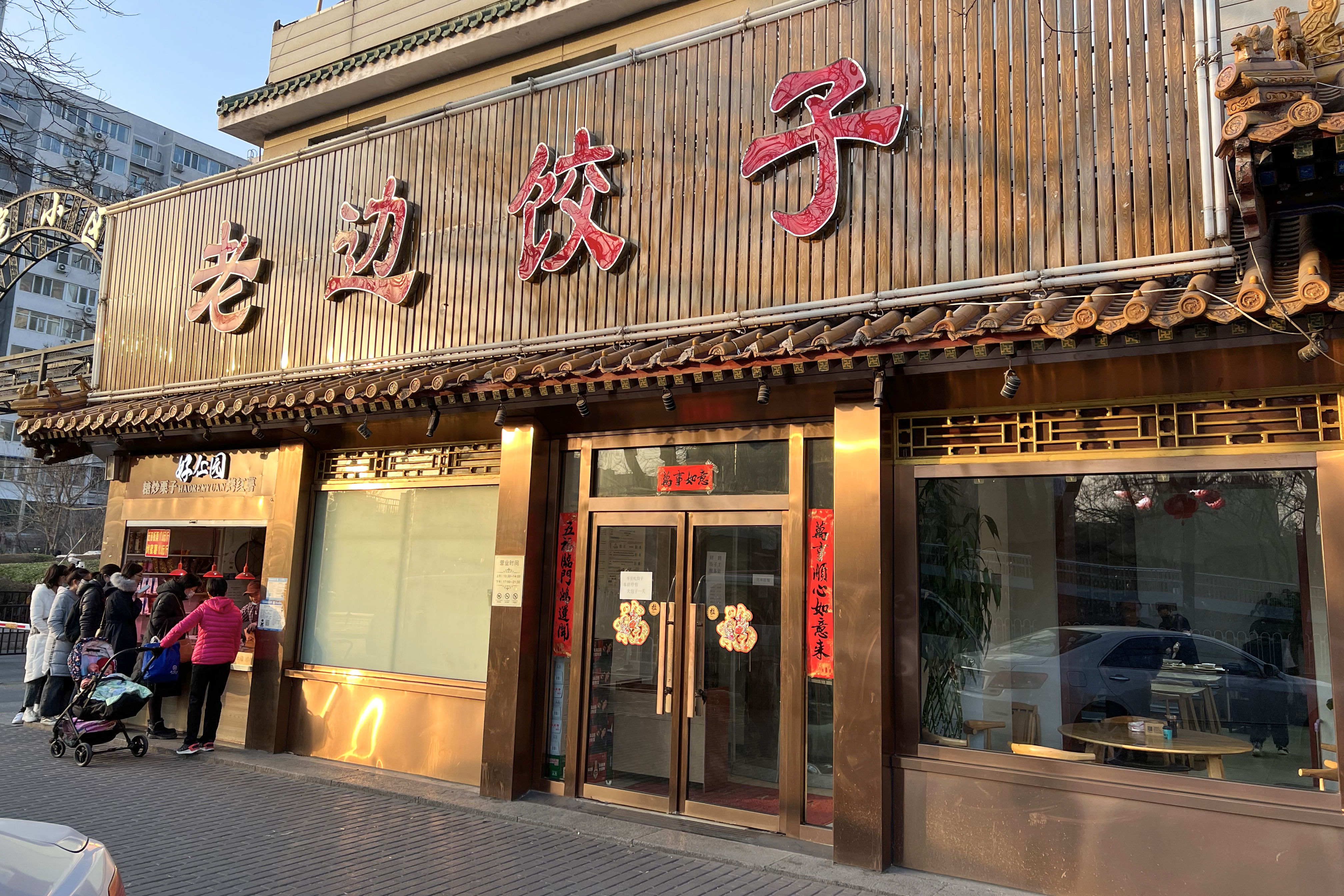
1990年开业的老边饺子北京消夏园店

老边饺子，始创于1829年，是沈阳的著名小吃。是中华老字号之一。

## 历史沿革
老边饺子始于清道光年间，创始人边福生于河北任丘，后来到沈阳谋生。1940年，边家饺子三代传人边霖将饺子馆迁到当时沈阳的北市场第五代傳人為边霖之孫，名為邊疆，且於1990年代左右接班。
除了中国各大城市外，老边饺子在日本亦有分店。